# په‌له (ایزدبانو)

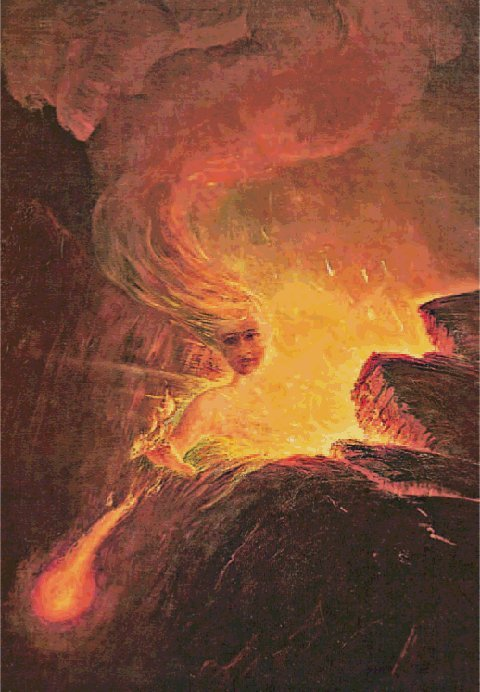
په‌له در دین هاوایی‌ها ایزدبانوی آتش

په‌له در دین هاوایی‌ها ایزدبانوی آتش، آذرخش، باد و آتشفشان و همچنین آفرینندهٔ جزایر هاوایی است. گاهی به نشانهٔ احترام به این ایزدبانو، مادام په‌له یا توتو په‌له هم می‌گویند. این ایزدبانو در دین هاوایی‌ها با نام خوش شهره است و به دلیل حضور در عصر معاصر و به جای ماندن از هاوایی باستان، مورد توجه است. نام‌های دیگر آن عبارتند از: «په‌لهٔ سرزمین مقدس» و «بانوی خورندهٔ خاک».